# 1-я кавалерийская дивизия (формирования 1922 г.)
1-я кавалерийская Запорожская дивизия Червонного казачества (1-я кд) — воинское соединение в кавалерии в РККА Вооружённых Сил СССР.

## История
6 мая 1922 8-я Запорожская кавалерийская дивизия 1-го конного корпуса Червонного казачества им. Всеукраинского Центрального Исполнительного Комитета получила наименование 1-я Запорожская Червонного казачества кавалерийская дивизия. В мае командиром дивизии назначен М. А. Демичев.
43, 44, 45, 46, 47, 48-й кавалерийские полки получили наименование: 1, 2, 3, 4, 5, 6-й Червонного казачества кавалерийский полк соответственно.
11 июля 1925 1-й Запорожской Червонного казачества конной дивизии присвоено наименование 1-я Запорожская им. Французской компартии Червонного казачества кавалерийская дивизия.
15 ноября 1932 командиром 1-й кд назначен И. Е. Никулин.
В ноябре 1936 командиром 1-й кд назначен комбриг М. Г. Хацкилевич.
В 1938 году 1-я кд переименована в 32-ю кд. (Расформирована в марте 1938 г., личный состав обращен на формирование 32 кд КВО.)

## Награды дивизии
- Почётное революционное Красное Знамя — награждена постановлением Президиума Центрального Исполнительного Комитета СССР от 29 февраля 1928 года — в ознаменование десятилетия РККА и отмечая боевые заслуги на различных фронтах гражданской войны, начиная с 1918—1919 года.[1]
- Ноябрь 1929 года —  Орден Красного Знамени — награждена постановлением Центрального Исполнительного Комитета СССР в ознаменование славных подвигов дивизии.[2]
- 1934 год —  Орден Ленина — награждена постановлением ЦИК СССР (объявлено приказом НКО СССР № 77 от 2 декабря 1934 года) — в связи с 15-й годовщиной верной и доблестной службой социалистической Родине.[3]

## Полное название
1-я Запорожская им. Французской компартии Червонного казачества кавалерийская дивизия

## Подчинение
- 1-й конный корпус Червонного казачества им. Всеукраинского Центрального Исполнительного Комитета Юго-Западного военного округа Вооружённых Сил Украины и Крыма (6 — 27.05.1922)
- 1-й конный корпус Червонного казачества им. Всеукраинского Центрального Исполнительного Комитета Украинского военного округа Вооружённых Сил Украины и Крыма (27.05.1922 — 23.08.1923)
- 1-й конный корпус Червонного казачества им. Всеукраинского Центрального Исполнительного Комитета Украинского военного округа Вооружённых Сил СССР (23.08.1923 — 17.05.1935)
- 1-й кавалерийский корпус Киевского военного округа (17.05.1935 — лето 1938)

## Командование
Начальник и Командиры дивизии:
- Демичев, Михаил Афанасьевич (26.12.20-15.11.32).
- Никулин, Иван Ефимович (15.11.32 — арестован 13.06.37), с сентября 1935 комбриг.
- Хацкилевич, Михаил Георгиевич, комбриг (11.36-07.37).

Помощники командира дивизии по строевой части:
- Юшкевич, Тарас Владимирович, (16.12.35-?).

Начальники штаба дивизии:
- Дубинский, Илья Владимирович, (1928—1929).
- Гусев, Николай Иванович, (до 01.35).
- Упман, Карл Иванович, (31.01.35-30.07.38).

Начальник ВХС дивизии
- Рынковский, Василий Петрович, интендант 2 ранга (?- уволен 15.07.37).

Начальник отделения тыла
- Жигадло, Иван Антонович, капитан (уволен 28.06.38)..

Начальник политического отдела
- Прокшиц, Ярослав Степанович, бригадный комиссар (1936, …, арестован 3.08.37).

Начальник артиллерии
- Королёв, Михаил Филиппович, (?-02.31).
- 1-й конный Червонного Казачества полк

Помощник командира полка Гусев, Николай Иванович, (07.25-1926).
- 2-й конный Червонного Казачества полк

Начальник штаба полка Гусев, Николай Иванович, (1926—1928).
Командир полка Гусев, Николай Иванович, (1929-?).
- 5-й конный Червонного Казачества полк

Командир полка Карпезо, Игнатий Иванович, (7.03.23-12.23).

## Состав
На 6.05.1922:
- управление дивизии
- 1-я кавалерийская бригада
  - 1-й Червонного казачества конный полк
  - 2-й Червонного казачества конный полк
- 2-я кавалерийская бригада
  - 3-й Червонного казачества конный полк
  - 4-й Червонного казачества конный полк
- 3-я кавалерийская бригада
  - 5-й Червонного казачества конный полк
  - 6-й Червонного казачества конный полк
- специальные подразделения

На 1930:
- управление дивизии
- кавалерийские полки
- танковый эскадрон
- эскадрон бронемашин
- специальные подразделения

На 1931:
- управление дивизии
- кавалерийские полки
- 1-й механизированный полк
- специальные подразделения

На 1935:
- управление дивизии
- 1-й кавалерийский полк
- 2-й кавалерийский полк
- 3-й кавалерийский полк
- 4-й кавалерийский полк
- 1-й механизированный полк
- 1-й конно-артиллерийский полк
- 1-й отдельный сапёрный эскадрон
- 1-й отдельный эскадрон связи

## Боевая деятельность
1922 год
6 мая. Юго-Западный военный округ Вооружённых Сил Украины и Крыма. 1-й конный корпус Червонного казачества им. Всеукраинского Центрального Исполнительного Комитета.
6 мая 1922 г. приказом РВСР № 1122/219 (секретным) 8-й Запорожской Червонного казачества кавалерийской дивизии присвоено наименование 1-я Запорожская Червонного казачества кавалерийская дивизия. Начальник дивизии М. А. Демичев.
1923 год
Ленинский Коммунистический Союз Молодёжи Украины шефствовал над 1-м конным корпусом Червонного казачества. Юноши и девушки приглашались в воинские части корпуса, знакомились с историей корпуса, его выдающимися командирами и казаками. В 1923 части корпуса пополнили 700 комсомольцев Украины.
28 августа 1923 года вместо Революционного военного совета Республики Россия создан Революционный военный совет СССР. Председателем РВС остался Л. Д. Троцкий.
1924 год
В 1924 управление 1-го корпуса дислоцируется в г.Винница.
1-я Запорожская Червонного казачества кавалерийская дивизия. Начальник дивизии М. А. Демичев.
Состав дивизии:
- управление дивизии
- 1-я кавбригада
  - 1-й кп
  - 2-й кп
- 2-я кавбригада
  - 3-й кп
  - 4-й кп
- 3-я кавбригада
  - 5-й кп
  - 6-й кп
- специальные подразделения

В мае 1924 В. М. Примаков назначается начальником Высшей кавалерийской школы в г. Ленинграде.
С 6 сентября 1924 управление корпуса находится в г.Жмеринка.
1925 год
11 июля 1925 г. приказом РВС СССР № 72У 1-й Запорожской Червонного казачества кавалерийской дивизии присвоено наименование 1-я Запорожская им. Французской компартии Червонного казачества кавалерийская дивизия.
С 15 декабря 1925 управление корпуса дислоцируется в г. Проскуров.
1928 год
Коммунистическая партия Франции являлась шефом 1-й Запорожской им. Французской компартии Червонного казачества кавалерийской дивизии. Кашен Марсель в 1928 году посетил дивизию.
1930 год
В 1930 началась механизация кавалерии, в состав кавдивизий включены один танковый эскадрон и один эскадрон бронемашин.
1931 год
В 1931 увеличена механизация кавалерии, в состав кавдивизий включён механизированный полк.
1932 год
15 ноября 1932 командир 1-й кд М. А. Демичев назначен командиром 1-го кавкорпуса.
15 ноября командиром дивизии назначен И. Е. Никулин.
1935 год
Социалистическое соревнование пронизывало весь процесс боевой и политической подготовки личного состава округа. Оно проводилось под лозунгами: «Все коммунисты и комсомольцы — отличные стрелки!», «Ни одного отстающего в огневой подготовке!» и другими.
В 1935 принят единый для Красной Армии штат механизированного полка кавдивизии: 1,2.3.4-й эскадроны быстроходных лёгких танков БТ, 1,2-й эскадроны плавающих танков Т-38, эскадрон танков резерва (20 танков), парковый эскадрон, командирский танковый взвод, пункт медпомощи, взвод связи и эскадрон боевого обеспечения (взвод ПВО, взвод регулировки двигателей, сапёрный взвод и химический взвод). Всего в полку имелось 90 танков (60 — БТ и 30 — Т-38), в том числе 20 танков резерва.
В сентябре командиру 1-й кд И. Е. Никулину присвоено воинское звание комбриг.
1936 год
1 января
1-я кд (1, 2, 3, 4-й кп, 1-й мп, 1-й кап, 1-й осапэ, 1-й оэс). Командир дивизии комбриг И. Е. Никулин.
В 1936 году по призыву Политуправления округа в стахановское движение включаются соединения и части округа. Звание стахановца присваивалось подразделениям, частям и соединениям, которые отлично изучили боевую технику, берегли военное имущество, экономили горючие и смазочные материалы.
За большие успехи, достигнутые в освоении боевой техники, Совет Народных Комиссаров СССР наградил орденом Красной Звезды начальника политического отдела 1-й кд Я. С. Прокшица.
В ноябре командиром дивизии назначен комбриг М. Г. Хацкилевич.
1937 год
На вооружении дивизии были быстроходные лёгкие танки БТ, танкетки Т-37/38, БХМ-3, легковые, грузовые, специальные автомашины, мотоциклы, тракторы, винтовки, револьверы и пистолеты, ручные, зенитные пулемёты, 45-мм пушки, бронеавтомобили БА, радиостанции, походные кухни.
9 августа арестован командир 1-го кавкорпуса комдив М. А. Демичев.
В сентябре командиром 1-го кавкорпуса назначен комбриг Рябышев, Дмитрий Иванович.
22 сентября образована Каменец-Подольская область.
1938 год
В июне 1-я Запорожская им. Французской компартии Червонного казачества кавалерийская дивизия переименована в 32-ю кавалерийскую дивизию 4-го кавалерийского корпуса.

## Люди связанные с дивизией
- Куклин, Павел Филиппович — в 1931—1933 гг. служил пом. начальника штаба 2-го кавалерийского полка и начальником 1-го отделения штаба дивизии. Впоследствии советский военачальник, полковник.
- Майский, Иван Матвеевич (1899—1974) — В 1927—1930 гг. служил командиром взвода 2-го кавалерийского полка, политруком эскадрона 1-го и 4-го кавалерийских полков. Впоследствии советский военачальник, полковник.